# Siegl
Siegl:
- Dominik Siegl, též Dominik Siegel (1806, Mährisch Schönberg (Šumperk) – 1877 Šumperk), rakouský podnikatel a politik z Šumperka, zemský poslanec
- Eduard Siegl (1831, Šumperk – 1889, Hodonín), rakouský cukrovarnický odborník a politik ze severní Moravy a Slezska, poslanec Říšské rady, bratr Roberta a Richarda, syn Karla Ignaze
- Emil Siegl (1860–1939), rakouský průmyslník z Šumperka, syn Roberta Gustava a otec Roberta ml.
- Horst Siegl (*1969, Ostrov), český fotbalový útočník a reprezentant České republiky německé národnosti
- Karl Siegl, též Carl Anton Siegl (1851, Sankt Joachimsthal (Jáchymov) – 1943, Eger (Cheb)), česko-německý historik, městský archivář a ředitel
- Meinrad Wenzel Siegl (1842, Stengles (Kamenec), Warta (Stráž nad Ohří) – 1911, Ossegg (Osek u Duchcova)), opat kláštera v Oseku u Duchcova
- Michael Siegl (*1969), český fotbalista, záložník.
- Patrik Siegl (*1976, Šternberk), český fotbalista
- Richard Siegl (1837–1898), rakouský průmyslník a politik z Šumperka, bratr Eduarda a Roberta Gustava, syn Karla Ignaze
- Robert Gustav Siegl, též Robert Siegl starší, Robert Gustav Siegel (1834, Šumperk – 1904, Šumperk), rakouský průmyslník a politik z Šumperka, zemský poslanec, bratr Eduarda a Richarda, syn Karla Ignaze, otec Emila a děd Roberta ml.
- Robert Siegl mladší (1890–1940), sudetoněmecký průmyslník a politik z Šumperka, syn Emila
- Siegrun Sieglová, née Thonová (*1954, Apolda), východoněmecká atletka